# Harrachov
Harrachov (în germană Harrachsdorf) este un oraș în nordul Republicii Cehe, situat pe râul Mumlava, la patru km de granița cu Polonia. Este cunoscut pentru trambulinele sale de sărituri cu schiurile

## Diviziuni administrative
Harrachov este alcătuit din patru diviziuni administrative (în paranteze este populația conform recensământului din 2021):
- Harrachov (503)
- Mýtiny (16)
- Nový Svět (788)
- Ryžoviště (39)